# Natalin (Radom)
Pour les articles homonymes, voir Natalin.
Natalin (prononciation : [naˈtalin]) est un village polonais de la gmina de Zakrzew dans le powiat de Radom de la voïvodie de Mazovie dans le centre-est de la Pologne.
Il se situe à environ 12 kilomètres au nord-ouest de Radom (siège de le powiat) et à 86 kilomètres au sud de Varsovie (capitale de la Pologne).

## Histoire
De 1975 à 1998, le village appartenait administrativement à la voïvodie de Radom.